# ولادیمیر ی. کونچنی
ولادیمیر ی. کونچنی (انگلیسی: Vladimir J. Konečni؛ ‏ زادهٔ ۲۲ اکتبر ۱۹۴۴ میلادی) روان‌شناس، زیبایی‌شناس، شاعر، نمایشنامه‌نویس، رمان‌نویس، عکاس هنری صرب-آمریکایی و  استاد برجستهٔ بازنشستهٔ دانشگاه کالیفرنیا، سن دیگو است.
در روان‌شناسی، او در چندین حوزه متمایز اما مرتبط با هم، کارهای اثرگذاری انجام داده‌است. وی پژوهش‌های آزمایشگاهی و میدانی در مورد هیجانات انسانی و پرخاشگری (فیزیکی و کلامی) و همچنین رفتارهای نوع‌دوستانه انجام داده‌است که در کتاب‌های درسی روان‌شناسی اجتماعی متعددی ذکر شده‌است.
تصمیم‌گیری یکی دیگر از حوزه‌های مهم پژوهشی او بوده‌است که وی را به شدت درگیر خود نموده‌است (با همکاری نزدیک همکار قدیمی‌اش در دانشگاه کالیفرنیا، سن دیگو «اِب بی. اِبسن»). بیشتر کارهای این دو متمرکز بر روان‌شناسی حقوقی و تصمیم‌گیری قضایی در سیستم عدالت کیفری است، اما آنها همچنین تعدادی پژوهش پُر استناد دربارهٔ نحوهٔ تصمیم‌گیری رانندگان در شرایط و دنیای واقعی انجام داده‌اند.
کونچنی به‌مدت حدود چهل سال در حوزه‌های چند وجهی بین رشته‌ای زیبایی‌شناسی تجربی، روان‌شناسی هنر و روان‌شناسی موسیقی فعالیت کرده‌است. بخش قابل توجهی از پژوهش‌های او در این زمینه‌ها به مشکلات بسیار تخصصی و فنی «نسبت طلایی» (یا «بخش طلایی») در هنرهای تجسمی، اهمیت ساختار کلان در موسیقی، اوج پاسخ‌های زیبایی‌شناختی و رابطه بین موسیقی و هیجانات پرداخته‌اند.